# Catholic-hierarchy.org
catholic-hierarchy.org ist eine private Onlinedatenbank zu den Bischöfen und Bistümern der römisch-katholischen Kirche (Lateinische Kirche und katholische Ostkirchen). Die Internetpräsenz ist ein privates Projekt von David M. Cheney aus Kansas City. Sie wird nicht von kirchlichen Stellen unterstützt.

## Ursprung und Inhalt
In den 1990er Jahren schuf David M. Cheney eine einfache Internetpräsenz, die die römisch-katholischen Bischöfe in seinem Heimatstaat Texas dokumentierte. Viele hatten damals noch keine Netzpräsenz. 2002, nach seinem Umzug in den Mittleren Westen, erstellte er die Website catholic-hierarchy.org und erweiterte sie schrittweise auf die Vereinigten Staaten und alle Länder.
Die Datenbank enthält geografische, organisatorische und Adressinformationen zu allen aktuellen und historischen römisch-katholischen Diözesen der Welt, einschließlich der 23 katholischen Ostkirchen, die in voller Gemeinschaft mit dem Heiligen Stuhl stehen. Sie bietet auch biografische Informationen über die amtierenden und viele ehemalige Diözesan- und Weihbischöfe wie Geburtsdaten, Weihen und gegebenenfalls Tod.

## Status
Die Datenbank wird als Referenz von Radio Vatikan sowie von zahlreichen Bistümern auf der ganzen Welt, akademischen Institutionen, Bibliotheken, Zeitungen (sowohl weltlichen als katholischen) und Publikationen verwendet. Der Vatikanbeobachter Sandro Magister empfiehlt die Seite. Sie wird als Referenz von kirchlichen Publizisten wie John L. Allen, Jr. und Rechtsanwälten des kanonischen Rechts wie Edward N. Peters und Rocco Palmo verwendet. Die Nachrichtenagentur Zenit verweist auf den „stillen und einzigartigen Dienst für die Kirche“.
Für die Zeit seines Ruhestandes (2027–2029) hat Cheney eine Überarbeitung der Seite angekündigt.

## David M. Cheney
David Michael Cheney (* 15. April 1966 in Kansas City, Missouri) ist ein US-amerikanischer Informatiker. Er besuchte die Rockhurst High School sowie die University of Texas at Austin und das Conseptin Seminary College.
In den 1990er Jahren arbeitete er als Computertechniker für Unternehmen wie IntelliQuest und Technology Works, aber auch für Universitätseinrichtungen wie die Texas A&M University. In diesen Jahren begann er mit der Arbeit an catholic-hierarchy.org.